# Mobilize
Mobilize — альбом-компиляция группы Anti-Flag, вышедший в 2002 году на лейбле A-F Records, четвёртая по счёту долгоиграющая пластинка группы.

## Об альбоме
Половина треков представляет собой студийный материал, вторая же часть - это записи с концертов Anti-Flag. Включает песню 911 For Peace, написанную, по словам участников группы, 11 сентября 2001 года; песни о Мумие Абу-Джамале, ВТО, корпоративных масс-медиа, уже поднимаемая Anti-Flag ранее тема усилий правительства по разжиганию ненависти к другим расам/религиям и т.п. В дополнение к самой компиляции релиз также включал диск A-F Records Sampler CD, на котором было собрано по 2 трека со всех релизов, выпущенных лейблом A-F Records к тому моменту.

## Список композиций
| №   | Название                                   | Длительность |
| --- | ------------------------------------------ | ------------ |
| 1.  | «911 For Peace»                            | 3:40         |
| 2.  | «Mumia's Song»                             | 2:24         |
| 3.  | «What's The Difference»                    | 1:59         |
| 4.  | «We Want To Be Free»                       | 1:36         |
| 5.  | «N.B.C. (No Blood-Thirsty Corporations)»   | 2:12         |
| 6.  | «Right To Choose»                          | 2:57         |
| 7.  | «We Don't Need It»                         | 3:12         |
| 8.  | «Anatomy Of Your Enemy»                    | 3:02         |
| 9.  | «Underground Network» (live)               | 3:32         |
| 10. | «Tearing Everyone Down» (live)             | 2:44         |
| 11. | «Bring Out Your Dead» (live)               | 3:01         |
| 12. | «A New Kind Of Army» (live)                | 3:46         |
| 13. | «Their System Doesn't Work For You» (live) | 2:25         |
| 14. | «Free Nation» (live)                       | 2:56         |
| 15. | «Spaz's House Destruction Party» (live)    | 3:10         |
| 16. | «Die For Your Government» (live)           | 2:53         |

### Бонус
| №  | Название                                                      | Длительность |
| -- | ------------------------------------------------------------- | ------------ |
| 1. | «Несколько номеров - Anti-Flag и Spaz толкают речь со сцены.» |              |

## Участники записи
- Justin Sane: гитара, вокал
- Chris Head: гитара, вокал
- Chris #2: бас-гитара, вокал
- Pat Thetic: ударные
- Spaz - вокал на Spaz's House Destruction Party; также он появляется на бонус-треке после Die For Your Government, где он вместе с группой поет Coz I Got High и Coz Pat Got High